# Francesca Romana Coluzzi
Francesca Romana Coluzzi, född 20 maj 1943 i Tirana, Albanien, död 15 juli 2009 i Rom, var en italiensk skådespelare, känd bland annat för sin medverkan i filmer av Alberto Lattuada och Pietro Germi. Hon var en kompetent dramaskådespelare men är framför allt ihågkommen för sina roller i lättsamma men konstnärligt irrelevanta erotiska komedier. Hon medverkade under sin 40-åriga karriär som skådespelare i ett 50-tal långfilmer och dessutom i några TV-serier mot slutet av sin karriär.

## Biografi
Francesca Romana Coluzzis familj hade ingen tidigare anknytning till filmbranschen. Fadern Alberto Coluzzi var en italiensk läkare och epidemiolog från Perugia, hennes tyska mor Anna Wimmer var lärare från Passau och hennes äldre bror Mario Coluzzi (1938–2012) blev en internationellt meriterad forskare och professor i medicin (parasitologi). Anledningen till att Francesca föddes i Tirana var att hennes far arbetade där med forskning om malaria under andra världskriget då Albanien var ockuperat av Italien. Hon var bara fem månader när familjen återvände till Perugia.
Även Francesca följde föräldrarnas önskningar och påbörjade universitetsstudier. Hon missade förmodligen sitt livs stora chans när hon p.g.a. studierna tackade nej till en betydande roll i Federico Fellinis film 8 ½. Hon avbröt ändå senare studierna när hon genom sin kusin, stuntmannen Biagio Gambini, fick en andra chans att etablera sig i filmbranschen. Hon gjorde stunten för Mylène Demongeot i Fantomas 70 (1964) och fick kort därefter av Lucio Fulci erbjudandet att spela sovjetisk agent i komedin 002 Operazione Luna (1965), en parodi på agentfilmer med högteknologiska inslag. Efter ett par roller återvände hon till sina universitetsstudier.
Hon bestämde sig efterhand för att film och scenkonst var det hon ville arbeta med och efter ett par obetydliga roller fick hon sitt genombrott i rollen som Asmara, en prostituerad fyrabarnsmor, i Pietro Germis Serafino (1968). Rollen som Tarsilla Tettamanzi, en av tre medelålders systrar som delar på samma älskare, i Alberto Lattuadas Mannen som kom på kaffe och… (1970) blev en fullträff och gav henne en Nastro d'argento för bästa biroll. En negativ effekt av rollen blev att hon kom att fastna i ett fack, den erotiska komedin (”commedia sexy all'italiana”), där de flesta italienska regissörer kvalitetsmässigt inte var i närheten av Lattuadas nivå och där rollerna blev mer och mer avklädda under 1970-talet. Hon fick sällan erbjudanden om mer seriösa dramatiska roller med ett notabelt undantag, Egidio Termines Per quel viaggio in Sicilia (1991) blev för henne en kritikerhyllad comeback efter sex års frånvaro från vita duken. Efter Termines film medverkade hon bara i två till under 1990-talet. På 2000-talet arbetade hon sparsamt med inspelningar och medverkade endast i ett par TV-serier. Hon grundade 1985 scenskolan Laboratorio Teatrale (nu Associazione Culturale Minestrone d'Arte) i Rom.